# Green College (Oxford)
Das Green College war ein konstituierendes College der University of Oxford in England. In seiner Mitte befand sich das Radcliffe Observatory, das dem antiken Turm der Winde in Athen nachempfunden ist. Das College wurde 1979 gegründet und nach seinen Hauptstiftern, Cecil H. Green und seiner Ehefrau Ida Green, benannt. Green war der Gründer von Texas Instruments. Das Green College in Oxford war eines von zwei Colleges, die von ihm gestiftet wurden. Das andere College gehört zu der University of British Columbia in Kanada.
Das Green College wurde der human welfare in der zeitgenössischen Gesellschaft geweiht. Der akademische Fokus lag daher hauptsächlich auf Medizin. Ferner wurde Umwelt- und Sozialwissenschaften nachgegangen.
30 % der Studenten studierten Medizin. Etwa 20 % der Absolventen engagierten sich in der medizinischen Forschung. Klimaänderung und pädagogische Studien waren zwei andere Schwerpunkte am College.
Am 3. Juli 2007 wurde angekündigt, dass das Green College mit dem Templeton College am 1. Oktober 2008 zum Green Templeton College mit dem alten Standort des Green Colleges zusammengelegt werden sollte.